# AppBank
AppBank株式会社（アップバンク、英語名： AppBank Inc.）は、動画事業（YouTuber等）や飲食事業を行っている企業。代表取締役社長CEOは白石 充三。

## 概要
サイトの発端はAppBankこと宮下泰明が2008年10月5日の夕方に「よし！今からiPhone のサイト作る！名前考える！」と叫び、3個目に出たサイトの名前候補が「AppBank」であった。また「AppBank」とは「AppleがSoftBankでiPhoneを出した」からそのAppleの「App」とSoftBankの「Bank」から取り「AppBank」となった。索引でもAから始まり最初に出そうなので宮下は「これは名前勝ったな」と述べていた。その翌日2008年10月6日にサイトが開設された。
同年12月から、宮下の中学生時代からの友人であり株式会社GT-Agencyの代表取締役であったentrypostmanこと村井智建が協力するようになり、大きく事業が拡大していった。
「たのしいiPhone」がキャッチフレーズだが、2014年4月からAndroid版があるアプリの記事にはGoogle Playへのリンクが挿入されるようになり、経営陣の思いから「スマホ全体を盛り上げたい」というフレーズが見られるようになった。2013年11月に月間1億PVを突破。2022年現在は1カ月2500万PV程度で推移（2021年決算資料より）。

## 沿革
- 2008年10月06日 - サイト開設
- 2010年02月25日 - iPhoneアプリ「ポケットベガス」をリリース
- 2011年01月18日 - 日本ブログメディア新人賞受賞[8]
- 2011年02月15日 - アルファブロガー・アワード2010にノミネートされ、ブログ・メディア部門受賞[9]
- 2011年02月24日 - Best Contests of the Year 2010受賞[10]
- 2011年06月04日 - AppBank Store実店舗一号店（原宿店）をb6神宮前にオープン[11]
- 2011年09月07日 - 事務所を神奈川県鎌倉市に移転
- 2012年01月23日 - AppBank株式会社 設立
- 2012年02月24日 - サイト「AppBank」及びAppBank関連事業をAppBank株式会社として運営していくことを発表
- 2012年06月19日 - MM総研大賞2012 アプリレビューサイト分野 最優秀賞受賞[12]
- 2012年06月29日 - 神奈川県鎌倉市の事務所から東京都新宿区のオフィス[注 1]へ移転
- 2014年09月29日 - 東京都新宿区西新宿のオフィスから東京都新宿区西新宿の新宿駅の近くへオフィスを移転
- 2014年09月29日 - AppBank株式会社の子会社、スタジオむらい株式会社の設立を発表。
- 2015年03月01日 - AppBank株式会社の子会社、apprime株式会社の設立を発表。(動画内では、2015年2月27日から)
- 2015年03月27日 - 村井智建がAppBank株式会社代表取締役CEOを辞任。後任は創設者の宮下泰明。
- 2015年10月15日 - 東京証券取引所マザーズに上場[13]。
- 2015年12月10日 - 経理部門の責任者であった元役員が業務上横領を行っていた疑いがあると発表[14][15]。
- 2015年12月15日 - スタジオむらい株式会社の合併(簡易合併・略式合併)を発表。本合併効力発生日2016年1月19日(火)[16]。
- 2016年01月19日 - スタジオむらい株式会社を合併。
- 2016年07月01日 - 子会社、AppBankStore株式会社を株式会社AppBankStore、apprime株式会社を株式会社apprimeに商号変更
- 2017年10月30日 - 東京都新宿区西新宿のオフィスから東京都新宿区新宿のオフィスへ移転
- 2018年01月31日 - 連結子会社apprimeを吸収合併[17]。
- 2020年01月22日 - 宮下泰明がAppBank株式会社代表取締役CEOを辞任。後任は前取締役CCOの村井智建。
- 2020年03月31日 - 当社の連結子会社である株式会社AppBank Storeの全株式を宮下泰明氏に売却し、連結の範囲から除外[18]。
- 2020年05月01日 - 本店住所が東京都新宿区から東京都千代田区へ変更。新オフィスは東京都千代田区にあるコミュニティビル「Nagatacho GRiD」へ移転[19][20]。
- 2020年05月14日 - テーマ株式会社設立　山、農業分野へ参入　マックスむらい村
- 2020年05月29日 - 3bitterを完全子会社化[21]。
- 2020年10月30日 - 農と食のプラットフォーム・興農学園とタッグを組み農業分野においてブランド商品の開発を開始　2022年度は凍結中　2023年度以降の展開
- 2021年01月01日 - GT-Agencyを完全子会社化[22]。吸収合併
- 2021年09月09日 - 飲食事業の旗艦店「友竹庵.ICHIGO」（ユウリンアン）がグランドオープン。名前の由来は竹林で、炭フードをイメージを先行させるため。また、あえて竹をリンとキラキラネームで読ませる工夫を行ったため。
- 2021年10月08日 - 店舗名を変更　原宿竹下通り友竹庵
- 2022年03月29日 - 株主総会承認後　本社住所を新宿に移動
- 2023年04月1日 - テーマ株式会社を吸収合併[23]
- 2023年04月10日 - 「すとぷり」や「KnightA-騎士 A-」の運営会社である株式会社STPRと資本業務提携を4月中旬より行うことを発表[24]、同社を割当先として1株あたり121円で109万8000株の第三者割当増資を行い、総額1億3200万円を調達することを明らかにした。また、クオンタムリープとも資本業務提携を行うことも発表し[24]、同社とマイルストーン・キャピタル・マネジメントを割当先とする第12回 新株予約権9500個を発行し、その新株予約権の発行とその権利行使で1億1600万円を調達することを明らかにした。
- 2023年12月23日 - 連結子会社である3bitter株式会社の全株式を株式会社STPRに譲渡することを発表[25]。
- 2024年2月16日 - 株式会社PLANAと資本業務提携契約を締結[26]。
- 2024年3月29日 - 同日開催の定時株主総会終結の時をもって村井智建がAppBank株式会社代表取締役CEOならびに取締役を退任[27][28]。後任は前取締役管理本部長CFOの白石充三[27][28]。

## AppBankグループ概要
| 株式会社 | 代表取締役社長 | 会社設立日    | 事業                         |
| -------- | -------------- | ------------- | ---------------------------- |
| AppBank  | 白石充三       | 2012年1月23日 | メディア事業 IP&コマース事業 |

## 動画コンテンツ
以下のウェブサイトで動画コンテンツを展開している。
- YouTube
  - マックスむらい SEASON2 - 主に村井が「マックスむらい」というニックネームを用い[29]、山を舞台とした動画を投稿するチャンネル。2013年10月より更新を開始しており[29]、2017年08月現在、再生回数25億回[30]、登録者数152万人[30]を超え、YouTubeFanFest のレッドカーペットでの授賞式の際に24金の再生ボタンをHIKAKINと授賞した[要出典]。2020年8月9日以前はスマートフォンゲームアプリのプレイ動画を投稿していたが、同年9月3日より「マックスむらい SEASON2」として現体制に移行。
  - AppBankTV - マックスむらいのサブチャンネル。休止前のマックスむらいチャンネルで投稿されていた、スマートフォンゲームアプリのプレイ動画といった山以外の動画が投稿されている。
  - マックスむらいの倉庫 - 過去動画の名場面を切り出したショート動画が投稿されている。
  - あっぷばんく放送部 - やよいが朗読などの声のコンテンツを投稿していた。2020年6月30日より更新を中止している。
  - パズドラ究極攻略TV - 『パズル&ドラゴンズ』についてコスケがパズドラで究極攻略していた。2020年7月18日より更新を中止している。
  - AppBankMovie - AppBankライター陣がアプリやアクセサリーを紹介する動画が投稿されていた。2018年より更新を中止している。

YouTubeチャンネル
| チャンネル名           | 開設日     | URL                                                      |
| ---------------------- | ---------- | -------------------------------------------------------- |
| マックスむらい SEASON2 | 2013/10/15 | https://www.youtube.com/user/TheMaxMurai                 |
| AppBankTV              | 2014/10/16 | https://www.youtube.com/user/StudioMurai                 |
| マックスむらいの倉庫   | 2020/05/18 | https://www.youtube.com/channel/UC-wvtvO6-8sGI_AhPNHH1NQ |
| あっぷばんく放送部     | 2018/06/14 | https://www.youtube.com/channel/UCHUM4bAEKk7J9GSTLGL0Fww |
| パズドラ究極攻略TV     | 2013/05/15 | https://www.youtube.com/user/pazudoraya                  |
| AppBankMovie           | 2012/06/21 | https://www.youtube.com/user/AppBankMovie                |

- ニコニコ生放送
  - 現在放送中の番組
    - 【毎週月曜日】定例生放送をしている。

  - 終了した番組
    - 【平日毎日】「なるみん放送局」を生放送していた。AppBankのなるみんが１ヶ月後のご褒美を賭けて奮闘する番組である。
    - 【毎週月曜日】「AppBank がんばれ！マックスむらいのパズドラ攻略！」を生放送していた。100回で番組は終了した。
    - 【毎週月曜日】「集え！ マックスむらいのパズドラ登竜門 by AppBank」を生放送していた。2週連続で優勝することでガンホー公式ニコニコ生放送への出場権が得られた。3名の出場者が決まり番組は終了した。
    - 【毎週月曜日】「マックスむらい達とパズドラ全力バトル by AppBank」を生放送していた。主人公(マックスむらい・りおなり)・ランカーズ(コスケ・ガイモン)・ハラガル(ハラミン・ガル)・登竜門(みっくす・ガンホー公式ニコニコ生放送に出演する三名が順番)の二人一組で計四つのチームで毎週戦いを繰り広げている。
    - 【毎週火曜日】「あいたかはしくんの「ひとりしゃべり」」を生放送していた。
      - 【放送終了後】チャンネル会員限定で「マックスむらいの夜もくらいマックス」を放送していた。
      - 【放送終了後】「むらいとまおの、しっぽり飲もうよ」をチャンネル会員限定で配信していた。上記番組の後継番組。スプリングまおの退社により終了。
      - 【放送終了後】「むらいと中條Ｄの、たーんと飲もうよ（仮題）」をチャンネル会員限定で配信していた。上記番組の後継番組。

    - 【毎週木曜日】「スナックまおの新宿で飲もうよ」を生放送していた。内容は特に決まってない。
    - 【毎月最終火曜日】「マックスむらいとたかはしくんとマミルトンのおしゃべり三昧」を生放送していた。初期メンでたくさん喋るだけの放送である。
    - 【毎週木曜日】「スナックまお」を生放送していた。上記番組の後継番組。
    - 【毎週木曜日】「マックスむらいとやよいちゃんとでゲームチャンネル」を生放送していた。
    - 【毎週土曜日】「ハラミン＆GARUのニコニコばかりもしてらんねぇ」を生放送していた。

## 役員
- 代表取締役社長CEO - 白石 充三

- 取締役 - 萩原 一禎（クオンタムリープ株式会社　パートナー）

- 取締役 - 中村 智広（クオンタムリープ株式会社　代表取締役社長）

- 社外取締役（監査等委員） - 岡崎 太輔（株式会社STPR　取締役）

- 社外取締役（監査等委員） - 三好 正洋（株式会社PLANA　代表取締役社長）

- 社外取締役（監査等委員） - 井尾 仁志（公認会計士・税理士）

## 不祥事・事件

### 元役員の横領
経理を担当する元役員が2012年から2015年にかけて所在の判明しない取引先へ金銭1億4000万円分を不正送金していたなどのことが税務調査の中で発覚した。後に、調査報告書に不自然な点があると指摘され、暴力団関係者に送金していた疑惑が浮上したが、AppBankは関係性を否定した。その後、2016年3月にAppBankは元役員を刑事告訴した。元役員は同年9月13日に東京地検特捜部に詐欺容疑で逮捕され、10月3日に起訴された。2017年1月17日、東京地裁にて元役員に対し、懲役6年の実刑判決が言い渡された。

### スマホケースの盗作疑惑
オリジナルでデザインしたとして2016年12月19日に動画で公開したiPhoneケースが、AppBankにもスマホケースなどを納入しているガジェット周辺アイテムメーカーのトーモが手掛ける「RAKUNI」ブランドと酷似しているとトーモ代表の東智美がFacebookで訴えた。動画は、デザインが酷似しているとの指摘の後削除された。AppBankはこの問題に対して翌日夕方に、YouTubeのライブ配信で社長の宮下泰明と村井智建が共に東に対し謝罪した。「12月19日に公開したiPhoneケースの制作企画動画について」と題した配信では、募る不信感を東がぶつけ、それに両名が応える形で進行し、村井は「やってはいけないことだった」「仕事として流してやっていた」と、何枚もデザイン案を見ていたためRAKUNIのデザインを失念していたと自らの非を認めた。なお、もっとも重要と思われるデザイナーが意図して模倣したのかという点については、「マネをしたと思う」という曖昧な回答をした。動画内で宮下は今後は社内体制を改め、どういうプロセスでデザインが上がるのかなどを精査していきたいと述べた。

## 現在は更新されていないコンテンツ
- AppBankニュースセントラル You are my friend - 平日夕方の18:30〜19:00にTwitCastingを利用して放送していた視聴者参加型総合番組。その日のレビュー記事やAppleの世界に関する大きな出来事を伝えていた。2012年1月30日をもって放送を休止。再開は未定。
- 英語版AppBank
- YouTube - AppBankVideoチャンネル
- MacBank - Mac向けのアプリを紹介するサイト
- APPLI THE WORLD -  TOKYO FM 2012年1月6日毎週金曜日17:30～17:55に放送していた。2012年4月1日からは、毎週日曜日20:00〜20:30に。2012年8月2日からは、毎週木曜日25:30〜25:55に変更。2013年9月30日放送終了。